# Naissance en 959
Naissance
- 955
- 956
- 957
- 958
- 959
- 960
- 961
- 962
- 963

Cette page dresse une liste de personnalités nées au cours de l'année 959 :
- Zhao Defang (en), prince chinois.
- En'yū, soixante-quatrième empereur du Japon.

date incertaine (vers 959)
- Yeshe-Ö, ou Jangchub Yeshe-Ö, Byang Chub Ye shes' Od, Lha Bla Ma, Hla Lama Yeshe O, Lalama Yixiwo, bKra shis mgon, Dharmaraja, premier roi-Lama du Tibet.

## Crédit d'auteurs
- Cet article est partiellement ou en totalité issu de l'article intitulé « 959 » (voir la liste des auteurs).